# Eric Church

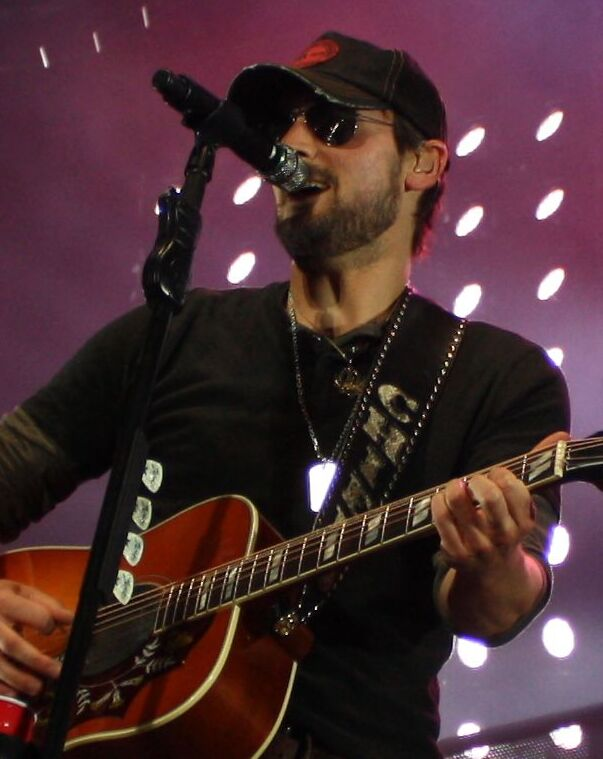
Eric Church (2012)

Kenneth Eric Church (* 3. Mai 1977 in Granite Falls, North Carolina) ist ein US-amerikanischer Countrysänger und Songwriter.

## Karriere
Eric Church stammt aus Granite Falls, North Carolina. Mit 13 Jahren schrieb er erste Lieder und brachte sich Gitarrespielen bei. Während seiner Schulzeit am Appalachian State College trat er mit seinem Bruder und zwei Freunden als Mountain Boys im Westen des Staats auf. Nach seinem Abschluss in Marketing ging er in die Country-Hauptstadt Nashville. Dort brauchte er ein Jahr, bis er einen Plattenvertrag bekam.
Zuerst schrieb Church Songs für andere Musiker, bevor er 2006 sein erstes eigenes Album veröffentlichte. Sinners Like Me wurde sofort zu einem Erfolg, es erreichte die Top 10 der US-Country-Alben und brachte drei Top-20-Hits in den Country-Song-Charts hervor. Album und Singles konnten sich auch in den allgemeinen Charts platzieren.
Drei Jahre vergingen danach bis zu seinem Nachfolgealbum Carolina. Mit Platz 4 in den Countrycharts und Platz 17 in den offiziellen Verkaufscharts konnte er an den Erfolg seines Debüts anknüpfen. 90 Wochen hielt sich das Album in den Billboard 200 und wurde, wie schon der Vorgänger, mit Gold ausgezeichnet. Noch erfolgreicher waren die drei Singleauskopplungen, die alle mittlere Platzierungen in den Hot 100 erreichten und zweimal Gold und einmal Platin erreichten.
Der Aufstieg in die erste Reihe der Countryinterpreten gelang Church dann 2011 mit dem Album Chief. Es erreichte Platz eins der Country- und der Verkaufscharts und war sein erstes Platinalbum. Bei den CMA Awards wurde es als Album des Jahres ausgezeichnet. Gleich fünf Lieder des Albums kamen in die Popcharts und zwei davon erreichten Platz eins in den Countrycharts. Einer davon mit dem Titel Springsteen erhielt 5× Platin.
2013 veröffentlichte er sein erstes Livealbum, das in die Top fünf der Charts kam, bevor im Jahr darauf sein viertes Studioalbum The Outsiders folgte. Es bedeutete eine Abkehr von den einfachen Countrysongs des Hitalbums und brachte Elemente von Rock, Funk und Hip-Hop mit ein. Obwohl das Album erneut Platz eins der Charts erreichte, blieb es hinter dem Erfolg von Chief zurück und Give Me Back My Hometown war mit Platz vier in den Countrycharts und Platz 36 in den Hot 100 noch der größte Hit. Dafür wurde das Album auch in Australien und Großbritannien veröffentlicht und erreichte in beiden Ländern die Charts.
Am 7. Februar 2021 sang Eric Church zusammen mit Jazmine Sullivan beim 55. Super Bowl die Amerikanische Nationalhymne.

## Diskografie

### Alben
| Jahr | Titel                      | Höchstplatzierung, Gesamtwochen, AuszeichnungChartplatzierungen (Jahr, Titel, Platzierungen, Wochen, Auszeichnungen, Anmerkungen) | Höchstplatzierung, Gesamtwochen, AuszeichnungChartplatzierungen (Jahr, Titel, Platzierungen, Wochen, Auszeichnungen, Anmerkungen) | Höchstplatzierung, Gesamtwochen, AuszeichnungChartplatzierungen (Jahr, Titel, Platzierungen, Wochen, Auszeichnungen, Anmerkungen) | Höchstplatzierung, Gesamtwochen, AuszeichnungChartplatzierungen (Jahr, Titel, Platzierungen, Wochen, Auszeichnungen, Anmerkungen) | Anmerkungen                            |
| Jahr | Titel                      | CH | UK | US | Country | Anmerkungen                            |
| ---- | -------------------------- | --- | --- | --- | --- | -------------------------------------- |
| 2006 | Sinners Like Me            | — | — | US29 Platin · (20 Wo.)US | Country7 (65 Wo.)Country | Erstveröffentlichung: 18. Juli 2006    |
| 2009 | Carolina                   | — | — | US17 Platin · (90 Wo.)US | Country4 (119 Wo.)Country | Erstveröffentlichung: 24. März 2009    |
| 2011 | Chief                      | — | — | US1 ×4Vierfachplatin · (154 Wo.)US                                                                                                | Country1 (164 Wo.)Country | Erstveröffentlichung: 26. Juli 2011    |
| 2014 | The Outsiders              | — | UK70 (1 Wo.)UK | US1 ×2Doppelplatin · (102 Wo.)US                                                                                                  | Country1 (113 Wo.)Country | Erstveröffentlichung: 11. Februar 2014 |
| 2015 | Mr. Misunderstood          | — | — | US2 Platin · (109 Wo.)US | Country2 (153 Wo.)Country | Erstveröffentlichung: 3. November 2015 |
| 2018 | Desperate Man              | CH93 (1 Wo.)CH | — | US5 Gold · (22 Wo.)US | Country1 (51 Wo.)Country | Erstveröffentlichung: 5. Oktober 2018  |
| 2021 | Heart                      | — | — | US5 (3 Wo.)US | Country3 (8 Wo.)Country | Erstveröffentlichung: 16. April 2021   |
| 2021 | Soul                       | CH55 (1 Wo.)CH | — | US4 (6 Wo.)US | Country2 (9 Wo.)Country | Erstveröffentlichung: 23. April 2021   |
| 2025 | Evangeline vs. The Machine | — | — | US30 (1 Wo.)US | Country5 (2 Wo.)Country | Erstveröffentlichung: 2. Mai 2025      |

### Livealben
| Jahr | Titel             | Höchstplatzierung, Gesamtwochen, AuszeichnungChartplatzierungen (Jahr, Titel, Platzierungen, Wochen, Auszeichnungen, Anmerkungen) | Höchstplatzierung, Gesamtwochen, AuszeichnungChartplatzierungen (Jahr, Titel, Platzierungen, Wochen, Auszeichnungen, Anmerkungen) | Anmerkungen                                                                                                 |
| Jahr | Titel             | US | Country | Anmerkungen                                                                                                 |
| ---- | ----------------- | --- | --- | --- |
| 2013 | Caught in the Act | US5 (23 Wo.)US | Country3 (54 Wo.)Country | Erstveröffentlichung: 9. April 2013 aufgenommen im Oktober 2012 im Tivoli Theatre in Chattanooga, Tennessee |
| 2017 | 61 Days In Church | — | — | Erstveröffentlichung: Dezember 2017                                                                         |

### Kompilationen
| Jahr | Titel              | Höchstplatzierung, Gesamtwochen, AuszeichnungChartplatzierungen (Jahr, Titel, Platzierungen, Wochen, Auszeichnungen, Anmerkungen) | Höchstplatzierung, Gesamtwochen, AuszeichnungChartplatzierungen (Jahr, Titel, Platzierungen, Wochen, Auszeichnungen, Anmerkungen) | Anmerkungen |
| Jahr | Titel              | US | Country | Anmerkungen |
| ---- | ------------------ | --- | --- | --- |
| 2014 | 4 Album Collection | US71 (2 Wo.)US | Country12 (15 Wo.)Country | Erstveröffentlichung: 11. Februar 2014 Box mit den ersten vier Alben Sinners Like Me, Carolina, Chief und Caught in the Act |

### EPs
| Jahr | Titel                                                        | Höchstplatzierung, Gesamtwochen, AuszeichnungChartplatzierungen (Jahr, Titel, Platzierungen, Wochen, Auszeichnungen, Anmerkungen) | Höchstplatzierung, Gesamtwochen, AuszeichnungChartplatzierungen (Jahr, Titel, Platzierungen, Wochen, Auszeichnungen, Anmerkungen) | Anmerkungen                                                                                             |
| Jahr | Titel                                                        | US | Country | Anmerkungen                                                                                             |
| ---- | ------------------------------------------------------------ | --- | --- | --- |
| 2011 | Caldwell County                                              | US67 (1 Wo.)US | Country13 (7 Wo.)Country | Erstveröffentlichung: 18. Januar 2011                                                                   |
| 2016 | Mr. Misunderstood: On the Rocks, Live and (Mostly) Unplugged | US57 (2 Wo.)US | Country4 (13 Wo.)Country | Erstveröffentlichung: 15. November 2016                                                                 |
| 2021 | &                                                            | US83 (2 Wo.)US | Country12 (1 Wo.)Country | Erstveröffentlichung: 20. April 2021 (Vinyl, limitiert) Erstveröffentlichung: 19. August 2022 (Digital) |

### Singles
| Jahr | Titel Album                                          | Höchstplatzierung, Gesamtwochen, AuszeichnungChartplatzierungen (Jahr, Titel, Album, Platzierungen, Wochen, Auszeichnungen, Anmerkungen) | Höchstplatzierung, Gesamtwochen, AuszeichnungChartplatzierungen (Jahr, Titel, Album, Platzierungen, Wochen, Auszeichnungen, Anmerkungen) | Anmerkungen                                                  |
| Jahr | Titel Album                                          | US | Country | Anmerkungen                                                  |
| --- | ---------------------------------------------------- | --- | --- | ------------------------------------------------------------ |
| 2006 | How ’Bout You Sinners Like Me                        | US85 Gold · (4 Wo.)US | Country14 (25 Wo.)Country | Erstveröffentlichung: 30. Januar 2006                        |
| 2006 | Two Pink Lines Sinners Like Me                       | — | Country19 (20 Wo.)Country | Erstveröffentlichung: 28. August 2006                        |
| 2007 | Guys Like Me Sinners Like Me                         | US99 Platin · (2 Wo.)US | Country17 (27 Wo.)Country | Erstveröffentlichung: 22. Januar 2007                        |
| 2007 | Sinners Like Me                                      | US— GoldUS | Country51 (8 Wo.)Country | Erstveröffentlichung: 10. September 2007                     |
| 2008 | His Kind of Money (My Kind of Love) Caldwell County  | — | Country45 (15 Wo.)Country |                                                              |
| 2009 | Love Your Love the Most Carolina                     | US63 Platin · (16 Wo.)US | Country10 (33 Wo.)Country | Erstveröffentlichung: 9. Februar 2009                        |
| 2009 | Hell on the Heart Carolina                           | US67 Platin · (12 Wo.)US | Country10 (31 Wo.)Country | Erstveröffentlichung: 12. Oktober 2009                       |
| 2010 | Smoke a Little Smoke Carolina                        | US78 ×4Vierfachplatin · (20 Wo.)US | Country16 (37 Wo.)Country | Erstveröffentlichung: 21. Juni 2010                          |
| 2011 | Homeboy Chief                                        | US53 ×2Doppelplatin · (21 Wo.)US | Country13 (25 Wo.)Country | Erstveröffentlichung: 28. Februar 2011                       |
| 2011 | Drink in My Hand Chief                               | US40 ×5Fünffachplatin · (20 Wo.)US | Country1 (26 Wo.)Country | Erstveröffentlichung: 15. August 2011                        |
| 2012 | Springsteen Chief                                    | US19 ×7Siebenfachplatin · (22 Wo.)US | Country1 (23 Wo.)Country | Erstveröffentlichung: 21. Februar 2012                       |
| 2012 | Creepin’ Chief                                       | US56 ×2Doppelplatin · (20 Wo.)US | Country10 (29 Wo.)Country | Erstveröffentlichung: 16. Juli 2012                          |
| 2013 | Like Jesus Does Chief                                | US59 Platin · (17 Wo.)US | Country13 (21 Wo.)Country | Erstveröffentlichung: 28. Januar 2013                        |
| 2013 | The Outsiders                                        | US51 Platin · (7 Wo.)US | Country6 (20 Wo.)Country | Erstveröffentlichung: 22. Oktober 2013                       |
| 2014 | Give Me Back My Hometown The Outsiders               | US36 ×2Doppelplatin · (20 Wo.)US | Country4 (22 Wo.)Country | Erstveröffentlichung: 10. Januar 2014                        |
| 2014 | Cold One The Outsiders                               | US88 Platin · (6 Wo.)US | Country20 (18 Wo.)Country | Erstveröffentlichung: 2. Juni 2014                           |
| 2014 | Talladega The Outsiders                              | US43 ×3Dreifachplatin · (20 Wo.)US | Country2 (26 Wo.)Country | Erstveröffentlichung: 15. September 2014                     |
| 2015 | Like a Wrecking Ball The Outsiders                   | US51 ×3Dreifachplatin · (22 Wo.)US | Country6 (29 Wo.)Country | Erstveröffentlichung: 9. März 2015                           |
| 2015 | Mr. Misunderstood                                    | US84 Platin · (5 Wo.)US | Country15 (20 Wo.)Country | Erstveröffentlichung: 9. November 2015                       |
| 2016 | Record Year Mr. Misunderstood                        | US44 ×3Dreifachplatin · (20 Wo.)US | Country2 (27 Wo.)Country | Erstveröffentlichung: 16. Februar 2016                       |
| 2016 | Kill a Word Mr. Misunderstood                        | US71 Platin · (15 Wo.)US | Country9 (28 Wo.)Country | Erstveröffentlichung: 29. August 2016 feat. Rhiannon Giddens |
| 2017 | Round Here Buzz Mr. Misunderstood                    | US56 ×2Doppelplatin · (19 Wo.)US | Country7 (41 Wo.)Country | Erstveröffentlichung: 10. April 2017                         |
| 2018 | Desperate Man                                        | US68 Platin · (15 Wo.)US | Country8 (22 Wo.)Country | Erstveröffentlichung: 12. Juli 2018                          |
| 2019 | Some of It Desperate Man                             | US43 Platin · (13 Wo.)US | Country7 (26 Wo.)Country | Erstveröffentlichung: 14. Januar 2019                        |
| 2019 | Monsters Desperate Man                               | US— GoldUS | Country20 (27 Wo.)Country | Erstveröffentlichung: 26. August 2019                        |
| 2020 | Stick That in Your Country Song Heart                | US92 Gold · (1 Wo.)US | Country23 (18 Wo.)Country | Erstveröffentlichung: 25. Juni 2020                          |
| 2020 | Hell of a View Soul                                  | US28 ×2Doppelplatin · (21 Wo.)US | Country2 (32 Wo.)Country | Erstveröffentlichung: 9. November 2020                       |
| 2021 | Heart on Fire Heart                                  | US56 Platin · (22 Wo.)US | Country12 (33 Wo.)Country | Erstveröffentlichung: 12. Juli 2021                          |
| 2024 | Darkest Hour (Helen Edit) Evangeline vs. The Machine | — | Country38 (1 Wo.)Country | Erstveröffentlichung: 4. Oktober 2024                        |
| 2025 | Hands of Time Evangeline vs. The Machine             | US70 (4 Wo.)US | Country23 (8 Wo.)Country | Erstveröffentlichung: 20. März 2025                          |
| Folgende Lieder erschienen nicht als Single, wurden aber durch das Album zum Download und Streaming bereitgestellt und konnten somit eine Platzierung erlangen: |                                                      | | |                                                              |
| |                                                      | | |                                                              |
| 2014 | A Man Who Was Gonna Die Young The Outsiders          | US89 (1 Wo.)US | Country24 (2 Wo.)Country |                                                              |
| 2014 | That’s Damn Rock ’n’ Roll The Outsiders              | — | Country43 (2 Wo.)Country | feat. Lzzy Hale                                              |
| 2018 | Heart Like a Wheel Desperate Man                     | — | Country35 (2 Wo.)Country |                                                              |
| 2021 | Heart Heart & Soul                                   | — | Country41 (1 Wo.)Country |                                                              |
| 2021 | Through My Ray-Bans &                                | — | Country49 (1 Wo.)Country |                                                              |
| 2021 | Bunch of Nothing Heart                               | — | Country44 (1 Wo.)Country |                                                              |

Weitere Singles
- 2022: Doing Life with Me (US: Gold)

### Gastbeiträge
| Jahr | Titel Album                             | Höchstplatzierung, Gesamtwochen, AuszeichnungChartplatzierungen (Jahr, Titel, Album, Platzierungen, Wochen, Auszeichnungen, Anmerkungen) | Höchstplatzierung, Gesamtwochen, AuszeichnungChartplatzierungen (Jahr, Titel, Album, Platzierungen, Wochen, Auszeichnungen, Anmerkungen) | Anmerkungen                                                                            |
| Jahr | Titel Album                             | US | Country | Anmerkungen                                                                            |
| --- | --------------------------------------- | --- | --- | -------------------------------------------------------------------------------------- |
| 2012 | The Only Way I Know Night Train         | US40 Platin · (20 Wo.)US | Country5 (22 Wo.)Country | Erstveröffentlichung: 12. November 2012 Jason Aldean feat. Eric Church & Luke Bryan    |
| 2015 | Raise ’Em Up Fuse                       | US56 (14 Wo.)US | Country8 (20 Wo.)Country | Erstveröffentlichung: 26. Januar 2015 Keith Urban feat. Eric Church                    |
| 2016 | Forever Country –                       | US21 Gold · (4 Wo.)US | Country1 (18 Wo.)Country | Erstveröffentlichung: 16. September 2016 als Teil von "Artists of Then, Now & Forever" |
| 2020 | Does to Me What You See Is What You Get | US20 ×3Dreifachplatin · (19 Wo.)US | Country4 (26 Wo.)Country | Erstveröffentlichung: 10. Februar 2020 Luke Combs feat. Eric Church                    |
| Folgende Lieder erschienen nicht als Single, wurden aber durch das Album zum Download und Streaming bereitgestellt und konnten somit eine Platzierung erlangen: |                                         | | |                                                                                        |
| |                                         | | |                                                                                        |
| 2023 | Man Made a Bar One Thing at a Time      | US15 Platin · (30 Wo.)US | Country3 (35 Wo.)Country | Charteinstieg: 18. März 2023 Morgan Wallen feat. Eric Church                           |
| 2025 | Number 3 and Number 7 I’m the Problem   | US52 (3 Wo.)US | Country27 (4 Wo.)Country | Charteinstieg: 31. Mai 2025 Morgan Wallen feat. Eric Church                            |

## Auszeichnungen für Musikverkäufe
| Goldene Schallplatte - Australien - 2024: für das Lied Man Made a Bar - Kanada - 2013: für die Single Creepin’ - 2013: für die Single Smoke a Little Smoke - 2014: für die Single Homeboy - 2014: für die Single Like Jesus Does - 2014: für die Single Give Me Back My Hometown - 2016: für die Single Record Year - 2017: für die Single Mr. Misunderstood - 2018: für die Single Desperate Man - 2021: für die Single Stick That In Your Country Song - 2021: für das Album Desperate Man - Vereinigte Staaten - 2019: für das Lied Carolina - 2019: für das Lied Over When It’s Over - 2021: für das Lied Jack Daniels’ | Platin-Schallplatte - Australien - 2023: für die Single Does To Me - Kanada - 2012: für das Album Chief - 2013: für die Single Drink in My Hand - 2016: für das Album The Outsiders - 2021: für die Single Does To Me - 2021: für die Single Hell of a View - 2025: für das Lied Man Made a Bar 2× Platin-Schallplatte - Kanada - 2013: für die Single Springsteen |

Anmerkung: Auszeichnungen in Ländern aus den Charttabellen bzw. Chartboxen sind in ebendiesen zu finden.
| Land/RegionAuszeichnungen für Musikverkäufe (Land/Region, Auszeichnungen, Verkäufe, Quellen) | Gold       | Platin       | Verkäufe   | Quellen         |
| -------------------------------------------------------------------------------------------- | ---------- | ------------ | ---------- | --------------- |
| Australien (ARIA)                                                                            | Gold1      | Platin1      | 105.000    | aria.com.au     |
| Kanada (MC)                                                                                  | 10× Gold10 | 8× Platin8   | 1.040.000  | musiccanada.com |
| Vereinigte Staaten (RIAA)                                                                    | 10× Gold10 | 60× Platin60 | 65.000.000 | riaa.com        |
| Insgesamt                                                                                    | 21× Gold21 | 69× Platin69 |            |                 |